# 森脇健児
森脇 健児（もりわき けんじ、1967年〈昭和42年〉2月5日 - ）は、日本のお笑いタレント、ラジオパーソナリティ、俳優。
大阪府枚方市出身。松竹芸能所属。身長171 cm、体重58 kg 。趣味はマラソン、野球観戦、スポーツ観戦。2010年より京都美山高等学校特別顧問。既婚、1男1女の父。

## 来歴・人物
父は紳士服メーカーの社長。男3人兄弟の次男。兄弟は社長。甥はIVSテレビ制作社員で『ザ!鉄腕!DASH!!』（日本テレビ）を担当している。
中学2年の時に同級生とテクノ君ポリス君で「テクノポリス」を結成。
高校時代から地元枚方のライブハウス『ブロウ・ダウン』で自主企画イベントを数多く開催。同級生のチャッピーこと松原修と漫才コンビを組む。高校2年の時に「第1回松竹芸能タレントオーディション」に合格。1984年3月17日松竹芸能の所属となり、6月にエキスタ寄席で初舞台を踏む。その後、若井はやとに弟子入りする。
1988年から山田雅人とのコンビで『ざまぁKANKAN!』（読売テレビ）、『森脇健児の青春ベジタブル』（KBS京都）をはじめとする関西ローカルの番組に出演し、近畿圏で人気を博する。
その後は1990年代に入ってから東京に進出し、一時はバラエティ番組で司会を務めたりドラマに出演したが、『笑っていいとも!』（フジテレビ）降板や『夢がMORI MORI』（フジテレビ）等の主だったレギュラー番組終了の後、全国区でメインとなるレギュラー番組が獲得できず、1999年（平成11年）に近畿圏へ戻る。以後は京都を拠点に関西ローカルで活躍し、全国ネットの番組にも時折出演をする。特にTBSテレビの『オールスター感謝祭』内の人気コーナー「赤坂5丁目ミニマラソン」の常連参加者として広く知られる。しかし、全国ネットのバラエティ番組では「(関西以外では)一発屋」、「脳筋中年」、「暑苦しい」、などとイジられポジションで起用されることが多く、松竹の後輩に「厄介な先輩」と煙たがられる光景が定番となっている。
後に2017年4月16日放送分の『しくじり先生　俺みたいになるな!!』（テレビ朝日）で、森脇が『MBSヤングタウン』（MBSラジオ）で共演した際に笑福亭鶴瓶を差し置いて勝手に回し役を行ったこと、『いいとも!』で共演したタモリに高級焼肉店に連れて行ってもらった時に食べ放題の店のようなハイペースで肉を焼いた挙句火事のような火を起こしたこと、三宅裕司との居酒屋での打ち上げで全裸になって店内を走り回ったことなど度を超えた勘違いぶりで芸能界を干されたことを明かした。

## エピソード
- 後輩のTKOとも関係が深く、当時松竹芸能の養成所に所属していたTKOは、森脇が出演していたKBS京都のラジオ番組『森脇健児の青春ベジタブル』でコンビ結成初めての放送出演を果たす。当時は「ベンチウォーマーズ」としてのイズなどと一緒に松竹芸能タレント総勢11名と一緒に出演し、ラジオ・コント・ジングルなどで活躍した。
- 1993年9月22日放送の『タモリのボキャブラ天国』最終回スペシャルで、田中義剛と森脇の作品が「問題外」とされた。
- 1995年、東京帽子倶楽部による『ハットグランプリ'95』男性の部において1位に選ばれた。これは、最も帽子が似合うと思われる人物をWEB投票によって決める賞である。
- 2003年9月29日、『マネーの虎』（日本テレビ系）で、森脇も初の現役芸能人志願者として「京都の町家を劇場に改装する」旨の構想に1811万円の出資を希望したが事業計画の甘さがネックとなり、パトロン候補者でもある『虎』達からの怒号や非難に耐え切れず号泣した挙句、結局ノーマネーに終わった。
- 2010年より京都美山高等学校の｢特別顧問｣に就任。長年ラジオで共演してきた同高校の校長でもある大野実の推挙によるもので、今後スクーリングなど様々な活動で支援していくという。
- 大の鉄道ファンで、特に出身地を走っている京阪電車が大好きである。2010年にはTwellVの番組『鉄道写真物語 1枚にかける旅』に出演し、島崎俊郎との鉄道写真対決に勝利した。
- コブクロが京都で路上ライブを行っていたときに森脇から声をかけられ、ラジオ番組『森脇健児の突撃!日本列島』へ出演したことがある。
- 南海ホークス時代からの福岡ソフトバンクホークスの熱狂的ファンでもある[5]。『オールスター感謝祭』などでは、ダイエー時代のジャンパーやソフトバンクのユニフォームなどを着て出演している。またパ・リーグ全体についても詳しい。
- 「ハゲは一気に来る」を一貫した持論としており、森脇も20代前半の頃から薄毛であることをバラエティ番組で頻繁にネタにされていた。森脇はかつて、育毛剤のCMにも出演していたこともある。現在は鍼治療により回復したことが後輩芸人達から語られている。
- 子供の頃から好き嫌いが多く、現在もトマトとキュウリが食べられない。
- 明石家さんまが『痛快!明石家電視台』で語ったところによると、森脇はさんまに初めて会った際には「さんまさん、僕、走りならさんまさんに負けないですよ!」と言い放ったという。
- 全盛期にCDをアルバム・シングル共に2枚ずつ出している。しかし、当の森脇は歌唱を極端に苦手としており、森脇が出演の番組では共演者に「森脇健児のCDを聴いて、音がいくつ外れているかを数える」などとイジられることが多かった。TBSの番組で「チャート20位以内に入らなかったら、嫁さんの顔を全国に晒す」という罰ゲームを公約したが、当の森脇の妻が猛反発した。結局、チャート20位以内・公約の実施という双方を実現できず番組内でひんしゅくを買うこととなった。
- 『笑っていいとも!』において、全曜日でレギュラーを務めたのは森脇と香取慎吾の2名のみである。
- 年間100日ロケに出ていた。
- 2014年8月放送の『ナカイの窓』スペシャルで、全盛期の森脇の年収は約8000万円、低迷期は600万円と告白した。現在は850万円以上と言葉を濁している。
- 東京のテレビ局に呼ばれた場合の移動手段に「のぞみ」ではなく「こだま」を利用している[注 2]。その理由は「全国ネットに向けて気持ちを高めるには、のぞみでは早すぎるから」としているが、団長安田（安田大サーカス）によると、「実際は格安チケットで安く移動してるだけ」とのこと。
  - 2015年6月30日に発生した東海道新幹線火災事件では、東海道新幹線で移動中だった多くの芸能人が足止めで仕事のキャンセルを余儀なくされる中、森脇は前述のとおりこの日も「こだま」で東京に向かっており、掛川駅停車中に事件が発生した。森脇も「のぞみ」だと通過線に入ってしまい降りられないが、「こだま」に乗車して降りることができたため掛川駅からタクシーで東京まで移動し、若干の遅刻で難を逃れることができた[6]。
- 東京での定宿はドーミーイン東京八丁堀。
- スニーカーのサイズは26.5 cmであるが、右足が8 mm短い。
- 大学1年時に枚方家具団地のラウンジナイトで2～3週間夜中に皿洗いのアルバイトをしていた。ほかに、毛糸運びのアルバイトをしていた。
- タモリの家に俳優の吉田栄作や工藤兄弟と何度か食事に呼ばれて行ったが、そのきっかけは甥が森脇に似ているタモリの嫁のリクエストだった。
- タモリを激怒させたことが2回あり、理由については森脇が焼肉店で工藤兄弟と肉を同時に何枚も焼きすぎたこと、その翌週に打ちっぱなしで工藤兄弟とずっと喋っていてタモリのゴルフのスイングを見ていなかったことである。
- 慕っていた鶴志から「歩く生殖器」という愛称をもらう。
- 宗教は浄土宗。
- スポーツで冗談を言う人が苦手である。

## スポーツ関連
- 京都の高校陸上競技史上に名を残す洛南高校「森脇三兄弟」の次男であり、現役時代にはインターハイで100 m 11秒2をマークした。
- 1995年、ワタナベボクシングジム所属でフェザー級プロボクシングライセンス取得。忙しいながらも渡米に備え英会話と空手を習う吉田のストイックさに影響を受け、ボクシングを始める。
- 2000年代以降は長距離走での活躍が多く、以下のような活躍がある。
  - 『オールスター感謝祭』（TBS）の赤坂5丁目ミニマラソンには、2003年秋に初出場し、初出場で初優勝（タイム 14分36秒）を果たした。他の優勝経験者（東国原英夫やなかやまきんに君など）が後に故障や加齢による体力低下などで出場をやめてしまうことが多い中、その後も毎回出演し2024年秋終了時点で42回連続出場となっている。毎回プロのマラソンランナーや猫ひろしらの次に重いハンデを背負う不利な状況ながら、2024年秋時点で全て10位以内と好成績（優勝3回あり）。なお、本番前には毎回ホテルで遺書を書いている。これは、森脇が毎回死ぬ気で走っている象徴的なエピソードである。また初出場した2003年の時期は干されていた時期でもあり、スタジオからもお客さんからも誰にも「頑張れ」と言われず優勝した際も「空気を読めよ」という感じで歯痒い思いをした。それが自身の引退がかかった2014年秋ではスタジオからもお客さんからも「頑張れ」と声援をもらえたことが本当に嬉しかったという[7]。
  - 2007年12月25日に行われた『第2回関西駅伝No.1決定戦』では松竹芸能チームとして出場し、前回大会の区間記録8分16秒（区間2.5 km）を上回る8分5秒を記録するも、当時セレッソ大阪所属の香川真司が8分4秒を記録し僅差で区間賞を逃した。なお、香川も駆け引きをして勝つことを狙ったようで「最後のスパートでふりきった。 ポジションどりでうまくいった。」と語っている。
  - 『走る男』シリーズは長距離走主体の番組であり、独立局共同制作番組では珍しくII・F・女子部・THE FINALと5シリーズ、6年間に渡り続いていた人気シリーズである。同番組内のブログが事実上当該期間における森脇個人のブログともなっていた。またFの企画で行われた『au×adidas EKIDEN GRAND PRIX 大阪大会』（2011年1月22日）では、チーム走る男（Aチーム）が393組中3位に入った。
  - 上記の活躍から、森脇は全国各地のマラソン大会のゲストランナー・チャリティランナーとして参加することが多く、2011年に初開催の大阪マラソン・2012年に初開催の京都マラソンでもチャリティランナーを務めた。それに先駆け、『走る男F』内で大阪マラソン・京都マラソンのコースを試走する企画も行われた。フルマラソンベストタイムは4時間11分39秒。初マラソンは5時間58分。
  - 『千鳥の鬼レンチャン』で不定期に行われる｢400m走サバイバルレンチャン｣に毎回出場し、実力者のおばたのお兄さんやワタリ119らと年齢差ハンデがあるといい、中盤のレース開始直前から、陸上トラックに相性の良いピンの効いた競技用スパイクに履き替えたり、番組名の刺繍が入った特注のスパイクを持ち込んだり、雨が降りしきる悪天候の中行われた大会では、水溜りで走りづらいインコースを執拗に勧めたり、ノコギリヤシといった薬を初出場の若手選手に飲ませて走りを遅くしたりするなどの暴挙を行いながらも、過去出場した5大会中3大会で決勝レースまで勝ち残っている[注 3]。
- 1992年の全日本ツーリングカー選手権にHKSのチーム監督として森脇がエントリーした。マシンは日産・スカイラインGT-Rで、『KENJI HKS GT-R』を名乗った。

## 出演
テレビ
報道・情報・ワイドショー番組
| 期間          | 期間          | 番組名                                  | 役職                           | 備考                                                                                          |
| ------------- | ------------- | --------------------------------------- | ------------------------------ | --------------------------------------------------------------------------------------------- |
| 1986年        | 1990年3月頃   | ワイドYOU（毎日放送）                   | 金曜日レギュラー出演           | 19歳の時から番組コーナーである『嫁と姑』や金曜日の『細木数子の大殺界』に出演                  |
| 1990年4月6日  | 1994年4月1日  | EXテレビ（日本テレビ）                  | 金曜日レギュラー出演           |                                                                                               |
| 1993年4月4日  | 1994年3月27日 | プロ野球ニュース（フジテレビ）          | 日曜日進行キャスター           |                                                                                               |
| 1997年4月     | 1997年9月     | わいわいティータイム（TBS）             | レギュラー出演                 |                                                                                               |
| 1998年3月25日 | 2000年6月29日 | 元気モンTV（読売テレビ）                | 水・木曜日パーソナリティ       |                                                                                               |
| 1998年3月30日 | 1999年3月     | めざましテレビ（フジテレビ）            | 月曜日中継担当キャスター       |                                                                                               |
| 1999年4月     | 2000年9月     | 満点!しあわせテレビ（テレビ大阪）       | メインキャスター               |                                                                                               |
| 2001年4月     | 2003年3月     | ひるどき日本列島（NHK総合）             | アシスタント                   |                                                                                               |
| 2006年4月     | 2006年9月     | ちちんぷいぷい（毎日放送）              | レギュラー出演                 |                                                                                               |
| 2006年10月6日 | 2008年9月26日 | ニジ☆ゴジ（テレビ西日本）               | コーナーリポーター             |                                                                                               |
| 2007年4月     | 2009年3月     | ニュース・シグナル（サンテレビ）        | コーナー出演                   |                                                                                               |
| 2010年4月     | 2011年3月     | かんさい情報ネットten!（読売テレビ）    | コーナー出演                   |                                                                                               |
| 2013年4月     | 2015年3月     | ニュース610 京いちにち（NHK京都放送局） | 火曜日コーナー出演             |                                                                                               |
| 2017年4月     | 2021年3月     | ごごナマ（NHK総合）                     | 金曜日関西発での中継リポーター | 不定期にて中継を担当、その他にも『おウチでできる やる気 元気 森脇体操！』にも動画撮影にて出演 |
| 2017年10月    | 2021年3月     | 並モリ（キャットチャンネル）            | MC                             |                                                                                               |
| 2021年4月     | 現在          | NEWS×情報 キャッチ+（サンテレビ）       | レポーター                     |                                                                                               |
| 2021年4月     | 現在          | ラヴィット!（TBSテレビ）                | 随時出演                       | 『オールスター感謝祭』前日の金曜日に定期的に出演                                              |
| 2022年8月     | 現在          | SUNNY TIME（KBS京都）                   | レポーター                     |                                                                                               |

バラエティ・音楽・教養・ドキュメンタリー番組・その他
- 笑わなあかん夜（毎日放送）※高3でテレビ初出演し5週勝ち抜き賞金20万円[8]
- YOUごはんまだ?（朝日放送、1985年 - 1986年）
- オゲンコ特ッ派員!（1986年5月 - 1987年10月、テレビ大阪）
- ざまぁKANKAN!（1988年 - 1990年、読売テレビ）
- DODONGO!（読売テレビ）
- マジカル頭脳パワー!!（1990年 - 1999年、日本テレビ）※スペシャル放送時出演
- アイドル共和国（1989年4月 - 1991年3月、テレビ朝日）※3代目司会として途中からレギュラー
- 桜っ子クラブ（1991年4月 - 1994年8月、テレビ朝日）
- オールスター感謝祭（TBSテレビ）
- 森脇・山田の抱腹Z（朝日放送）
- 森脇・山田の送りオオカミしちゃうぞ!（フジテレビ）
- 森脇健児の夢屋珍宝堂（1990年 - 1991年、TBS）
- 森脇健児のTHE話THE話（1991年、TBS）
- 森田一義アワー 笑っていいとも!（1991年 - 1996年、フジテレビ）
- 笑っていいとも!増刊号（1991年 - 1996年、フジテレビ）
- 笑っていいとも!特大号（1991年 - 1996年、フジテレビ）
- 夢がMORI MORI（1992年 - 1995年、フジテレビ）
- 水瓶一座（1992年、よみうりテレビ）
- 森脇健児の切磋たく丸!!（1992年 - 1994年、朝日放送）
- 超IQ!ひらめきパパ（1994年 - 1995年、日本テレビ）
- TVおじゃマンモス（1994年 - 1998年、日本テレビ）
- まいど!音楽ラスベガス（1994年 - 1995年、テレビ朝日）
- 音楽ニュース・HO（1995年 - 1996年、テレビ朝日）
- おねだり姫（1996年 - 1997年、テレビ朝日）
- ウッチャンナンチャンのウリナリ!!（1996年 - 2002年、日本テレビ）※初期レギュラー〈1996年4月 - 8月〉
- 神様!!BOMB!（1996年、日本テレビ）
- ムキムキ!たまご（1995年、テレビ朝日）
- 森脇健児の笑撃!DEチュッ（1997年 - 1998年、テレビ東京）
- 森脇健児のTVモグラ（1998年 - 1999年、テレビ東京）
- らくらぶ。「森脇健児のらくらぶ。金曜日」（2000年10月 - 2002年9月、KBS京都）
- テレビヤンネット「もりちゃんけんちゃん」（よみうりテレビ）
- ここほれ!ワンワン（2001年、テレビ大阪）
- てれび博物館 それってホント!?（東海テレビ）※リポーター
- ダルコロ!!（2002年10月 - 2003年6月、KBS京都）
- らくらぶR（2003年7月 - 2008年3月、KBS京都）
- 森脇健児の値切って住まいル（サンテレビ）
- 趣味悠々「中高年のための楽しい卓球レッスン」（2005年7月 - 9月、NHK教育）※生徒役で出演
- 走る男（2008年4月 - 2009年3月、東名阪ネット6）
- 走る男II（2009年4月 - 2010年3月、東名阪ネット6他）
- 走る男F（2010年4月 - 2012年3月、東名阪ネット6他）
- 8時です!生放送!! 月曜日（2010年7月 - 2012年12月、ジェイコムウエスト ）
- 走る男女子部（2012年4月 - 2013年3月、東名阪ネット6（除：テレ玉）、J:COM)
- 走る男 THE FINAL（2013年4月 - 2014年3月、東名阪ネット6（除：テレ玉・チバテレ）、ぎふチャン）
- 森脇伝説（2014年4月 - 2018年3月、KBS京都・サンテレビ）
- HITMON!!（2015年10月 - 、関西テレビ）
- 離島酒場（2017年1月 - 、旅チャンネル）
- あんぎゃでござる!!（2018年4月 - 、KBS京都）※KBS京都日曜夜森脇健児バラエティ枠
- 炎の体育会TV（TBS）※陸上競技関連のコーナーに不定期出演
- 千鳥の鬼レンチャン（2023年1月29日、フジテレビ）
- こんなところでキャンパーズ!（2023年9月6日 - 11月8日・2024年2月14日 - 3月6日、BS松竹東急）

ドラマ
- 逢いたい時にあなたはいない…（1991年、フジテレビ）- 有木健太郎 役
- 君のためにできること（1992年、フジテレビ）- 柏倉堅 役
- 世にも奇妙な物語『おやじ』（1992年、フジテレビ）
- ボクたちのドラマシリーズ （フジテレビ）
  - お願いダーリン!（1993年）
  - お願いデーモン!（1993年）
- 半熟卵（1994年、フジテレビ）- 丸山聡 役
- 君に伝えたい「卒業・II」 (1994年、MBS/TBS系)
- サギ師と女検事（1995年、関西テレビ）
- For You（1995年、フジテレビ）
- 日本一短い「母」への手紙（1995年、日本テレビ）
- ざけんなヨ!!9「お産はギャンブルじゃない!?」（1995年、フジテレビ） - 川村健一 役
- 連続テレビ小説（NHK）
  - 天うらら（1998年）- 高山明彦 役
  - ちりとてちん 第83話（2008年1月10日）
- ラブ・ジャッジ（2003年、TBS） - タマキ 役
  - ラブ・ジャッジ2（2004年）
- 水戸黄門 第37部 第22話「嘘から出た真ごころ-二本松-」（2007年、TBS） - 捨吉 役
- ルーズヴェルト・ゲーム（2014年、TBS） 村野三郎 役
- 大阪環状線 ひと駅ごとの愛物語「孤悲櫻」（2016年2月9日、関西テレビ）警察官 役
- ナイトヒーロー NAOTO 第6話（2016年5月21日、テレビ東京） - 本人 役
- 死幣-DEATH CASH- 第2話（2016年7月21日、TBS） - 宮内博 役
- 猪又進と8人の喪女〜私の初めてもらってください〜（2019年、関西テレビ/2020年、BSフジ） - 福島由秀 役
- こっち向いてよ向井くん（2023年7月12日 - 9月13日、日本テレビ） - 黒田健一 役[9]

映画
- 難波金融伝・ミナミの帝王「破産 金融屋殺し」（1999年）
- RED HARP BLUES(2002年)
- 地球のヘソ(2007年)※友情出演。監督は東郷一重。

ラジオ
- 森脇健児《村》〜モリワキケンジビレッジ〜（2010年10月 - 2011年3月、2011年10月 - 2012年3月 ラジオ関西）※ナイターオフ限定の時期放送
- 森脇健児の遊・わーく・ウィークリー（2004年4月 - 2016年9月 、ラジオ関西）
- ABCラジオファンキーズ（1988年4月 - 9月、ABCラジオ）木曜 第2部担当
- だしツッコミ! 関西ほんまめん・つるやわトーク（2013年10月 - 2014年3月、ABCラジオ）
- よなよな…（2014年3月31日 - 2018年3月26日 、ABCラジオ）月曜パーソナリティ
- つながれ国産小麦の輪!〜おらが故郷（くに）の小麦自慢〜（2014年11月 - 2015年3月、ABCラジオ、ニッポン放送、KBCラジオ）
- 森脇健児のケンケン・ゴウゴウ!（2018年4月3日 - 2021年9月21日、ABCラジオ）
- 島田紳助のビブレ サタデーナイト（KBS京都）
- ハイヤングKYOTO (第一期)（KBS京都）[1]
- フリーキャンパスKYOTO（KBS京都）
- 青春ベジタブル（1989年4月 - 1993年9月、KBS京都）
- 森脇健児の突撃!日本列島（1999年4月 - 9月、KBS京都、HBCラジオ、東北放送、RFラジオ日本、東海ラジオ、AM KOBE（現・ラジオ関西）、中国放送、KBCラジオ、南日本放送 ）
- 京都ごごいち（KBS京都）
- 森脇健児のサタデーミーティング（1998年10月 - 2022年3月、KBSラジオ）ナイターオフ期の10月 - 3月に放送していたが、2022年は放送されず
- MBSヤングタウン（1985年4月 - 1986年3月、MBSラジオ）デビュー[1]
- ちゃちゃちゃQ（1994年10月 - 1995年1月、MBSラジオ）
- こんちわコンちゃんお昼ですょ!（2004年4月 - 2018年3月29日、MBSラジオ）木曜月イチゲスト
- 森脇・山田のサンデーBOX（ラジオ大阪）
- 森脇健児と浦口直樹のスーパーギャング（1989年10月 - 1990年3月、TBSラジオ）木曜担当 東京での初レギュラー
- 腹よじれAGOHAZUSHI連盟（1989年10月 - 1990年3月、ニッポン放送）「大笑い腹よじれクラブ」月曜レギュラー（山田雅人とともに出演）
- 森脇・山田のパニックしようぜ! 東京ハラギャーテーズ（1990年10月 - 1991年3月、ニッポン放送）
- ロッテ ハートでBANBAN（ニッポン放送）
- 伊集院光のOh!デカナイト（ニッポン放送）
- 大谷ノブ彦 キキマス!（2014年4月 - 2016年3月、ニッポン放送）水曜「キキマスター」
- 森脇健児と原武之のもしも裁判員!(2009年5月3日 - 2009年10月4日、CBCラジオ)
- ごごイチ(2009年5月11日 - 2010年3月29日、CBCラジオ)※月曜パーソナリティ、北野誠の代演
- ラジオポイントいちろくまるまる（1987年4月 - 1988年3月、西日本放送）30分の生放送。宇高連絡船に乗って、枚方から4時間かけて通い、番組終了後はフリーキャンパスKYOTOの生放送。妻（当時ガールフレンド）と前乗りすることもあった
- 20/4 森脇健児のレイクサイドラジオ 素直! 謙虚! 感謝!（2019年1月7日 - 9月30日、エフエム滋賀）[10]
- 森脇健児のサタデースタジアム （KBS京都ラジオ）
- 森脇健児のぶっとび水曜日（2024年4月 - 、ラジオ大阪）

ネット番組
- 森脇健児の楽屋噺(2006年10月 - 2015年7月、ポッドキャスト)
- 森脇お笑い動物園（2014年11月 、スマホDEカンテーレ）

YouTube
- やる気！元気！森脇チャンネル（2019年8月 - 、eo光チャンネル）

CM
- マンダム「ギャツビー」（1993 - 1996、吉田栄作と共演）
- ジョインジュース（山田雅人と共演）
- あべのアポロ
- 日産自動車「ニューアトラス」
- 味覚糖「おちちキャンディ」「おさつどきっ」「綺麗」「ファイバーグミ」「グミキャンGL」
- サッポロビール
- 大塚製薬「ファイブミニ」
- イトーヨーカドー（2009年、奈良テレビで3日間限定のオンエア）
- 日清食品「カップヌードル」おバカへの疾走篇（2016年）
- アサヒグループ食品 1本満足バー プロテインも満足篇（2018年）

VHS
- 夢がMORI MORI super live
- 夢がMORI MORI supecial live
- 史上最大のLive

DVD
- 走る男
  - 北海道・東北篇
  - 関東・甲信越篇
  - 関東・東海篇
  - 関西・中国四国篇
  - 九州・沖縄篇
- 走る男Ⅱ
  - 始走篇
  - 快走篇
  - 完走篇（3枚組）

CD
- シングル「真夏のFANTASY」「真秋のFANTASY」
- アルバム「LANDING BEAM」「真夏のFANTASY」

エッセイ
- 走思走愛（デイリースポーツ）

雑誌
- 関西ウォーカー（角川マガジンズ）-森脇健児の干される勇気
- 熱中!陸上部（ベースボールマガジン社） -森脇健児の熱中！陸上部相談室
- 陸マガJr.（ベースボールマガジン社） -森脇健児の質問コーナー

書籍
- アイ・ラブ・ユーにかえて
- 森脇健児セーターブック
- 走る男

雑誌
- 日刊ランニングマガジン・クリール コラム「森脇健児陸上競技部」